# ناتاليا سيبتشينكو
ناتاليا فيكتوروفنا سيبتشينكو (الروسية: Наталия Викторовна Сипченко ؛ ولدت عام 1947) هي لاعبة سباحة روسية فاز بميدالية ذهبية في سباق التتابع الحر 4 × 100 متر في بطولة أوروبا للألعاب المائية عام 1966، محققًا رقمًا قياسيًا جديدًا في أوروبا، فازت بلقب وطني في نفس الحدث عام 1965.